# Tomi Ōkawa
Tomi Ōkawa (jap. 大川 とみ, Ōkawa Tomi, verheiratet Tomi Okada (岡田 とみ, Okada Tomi); * 26. Februar 1933 in Mitsukaidō (heute: Jōsō), Präfektur Ibaraki) ist eine ehemalige japanische Tischtennisspielerin. Bei der Tischtennisweltmeisterschaft 1956 errang sie als erste Japanerin den Titel im Dameneinzel. Weitere zwei Goldmedaillen gewann sie mit dem japanischen Team. Bei den japanischen nationalen Meisterschaften siegte sie zweimal im gemischten Doppel.

## Erfolge
Tischtennisweltmeisterschaft 1956
- 3. Platz Mannschaft
- 1. Platz Dameneinzel
- 3. Platz Damendoppel (mit Yoshiko Tanaka – JPN)

Tischtennisweltmeisterschaft 1957
- 1. Platz Mannschaft

Tischtennisweltmeisterschaft 1961
- 1. Platz Mannschaft

Asienspiele 1958
- 1. Platz Mannschaft
- 3. Platz Mixed

Asienspiele 1960
- 1. Platz Mannschaft

Nationale japanische Meisterschaften
- 1956  1. Platz Mixed mit Ichirō Ogimura
- 1958  1. Platz Mixed mit Ichirō Ogimura

## Turnierergebnisse
| Verband | Veranstaltung           | Jahr | Ort       | Land | Einzel        | Doppel        | Mixed         | Team |
| ------- | ----------------------- | ---- | --------- | ---- | ------------- | ------------- | ------------- | ---- |
| JPN     | Asienmeisterschaft TTFA | 1953 | Tokio     | JPN  | letzte 16     | Viertelfinale |               |      |
| JPN     | Asienspiele             | 1958 | Tokio     | JPN  |               |               | Halbfinale    | 1    |
| JPN     | Weltmeisterschaft       | 1961 | Peking    | CHN  | letzte 64     | letzte 16     | letzte 64     | 1    |
| JPN     | Weltmeisterschaft       | 1957 | Stockholm | SWE  | Viertelfinale | Viertelfinale | letzte 64     | 1    |
| JPN     | Weltmeisterschaft       | 1956 | Tokio     | JPN  | Gold          | Halbfinale    | Viertelfinale | 3    |